# 1941年/1942年東部戦線冬季戦記章
1941年/1942年東部戦線冬季戦記章（ドイツ語: Medaille Winterschlacht im Osten 1941/1942）は、ナチス・ドイツが第二次世界大戦中に制定していた軍事記章(Militärauszeichnung)。東部戦線従軍記章（ドイツ語: Ostmedaille）とも呼ばれている。

## 制定の経緯

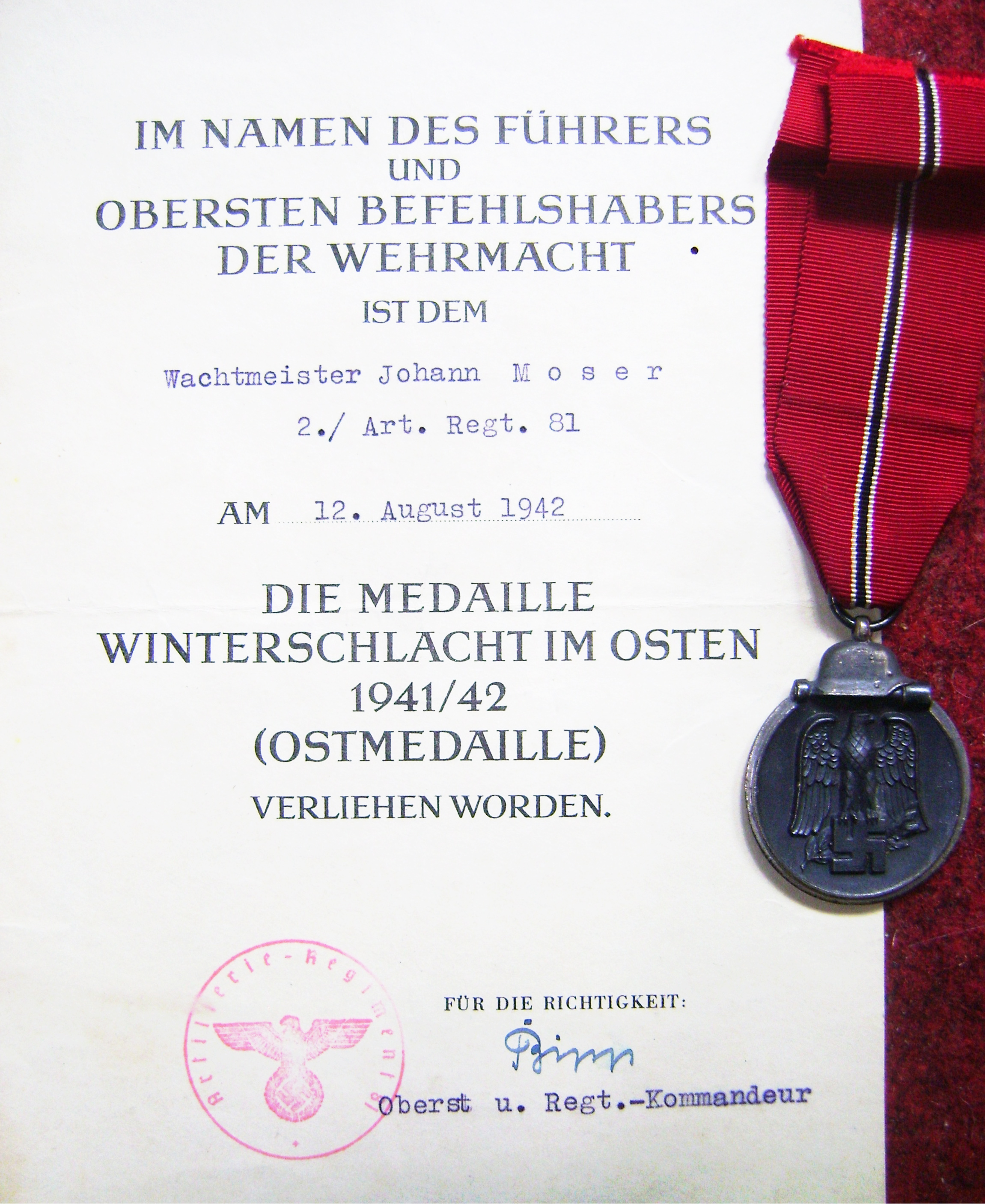
1941年/1942年東部戦線冬季戦記章と勲記。

1941年6月、バルバロッサ作戦の元、ドイツ軍はソビエト連邦への侵攻を開始した。その後、秋頃まではヴャジマ＝ブリャンスクの戦い、キエフの戦い、スモレンスクの戦いと快進撃を続けたが、11月半ば頃から天候悪化により進軍が滞り始める。さらに12月初頭には赤軍による大規模な反攻が始まった上、冬季装備の不足も重なり、ドイツの進軍はモスクワ攻防戦にて完全に足止めされた。そして多くの将兵と物資を失ったドイツ軍は、次第に後退を始めるようになる。1942年3月頃には戦線が安定し始めるが、一方で雪解けによる泥濘にも苦しめられることとなる。1942年5月26日、こうした状況の中で総統アドルフ・ヒトラーは将兵の士気の鼓舞するべく、記章の制定を命じたのである。授与の要件は「ボルシェヴィキたる敵軍および1941年から1942年にかけてのロシアの冬との戦いへの貢献」(„Anerkennung für Bewährung im Kampf gegen den bolschewistischen Feind und den russischen Winter 1941/1942")とされていた。
記章のデザインは親衛隊宣伝中隊(SS-Propaganda-Kompanie)の隊員だったエルンスト・クラウゼSS伍長(Ernst Krause)が考案した。製造はシュタインハウアー&リュック社など複数の企業が担当した。

## 定義と規則

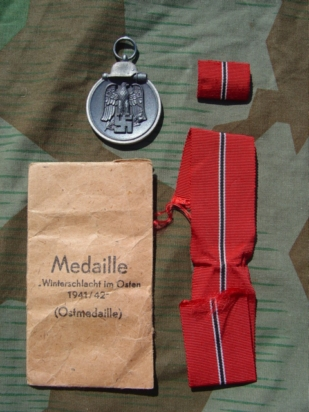
1941年/1942年東部戦線冬季戦記章のメダルとリボンと略綬

1941年/1942年東部戦線冬季戦記章に関する詳細は、次のように定められていた。

## 授与の要件
1941年/1942年東部戦線冬季戦記章は、1941年11月15日から1942年4月15日にかけて東部戦線での戦闘に従軍したドイツ軍人（国防軍、武装親衛隊）のうち、次の条件を満たす者に授与された。
- 少なくとも14日（空軍将兵は30日）の戦闘に参加した。
- 負傷により戦傷章を授与された。または凍傷などを負った。
- 少なくとも60日の従軍期間を有する。

また、ドイツ軍人以外では次の者も授与対象となった。
- 戦死者。
- ドイツ国防軍の指揮下に入っていた同盟国軍人。
- 総統への忠誠宣誓を行い、ドイツ国防軍と共に戦った外国人部隊等の軍人。（オランダ人、フランス人など。武装SS外人義勇兵部隊（ドイツ語版）も参照）
- ドイツ国防軍の指揮下に入り、ドイツ国防軍と共に戦った外国人部隊等の軍人。（ウクライナ人、ベラルーシ人など）
- 女性
- その他の外国人

授与の対象となる期間は後に延長され、最後の授与式典は1944年10月15日に行われた。授与式典は大隊長や現地の上級将校等が個別に行った。第2ボタンホールにリボンを通す（同じ形で二級鉄十字章のリボンを佩用する場合はその下に通す）か、左胸ポケット上に略綬を固定することで佩用した。

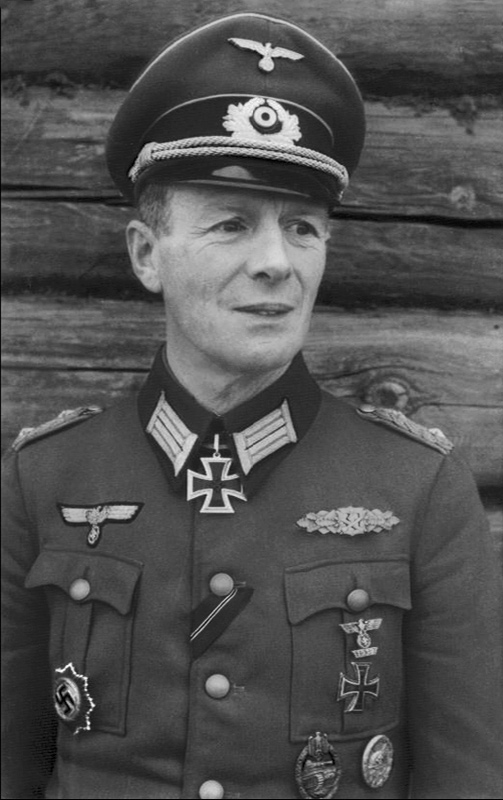
制服の第2ボタンホールに1941年/1942年東部戦線冬季戦記章のリボンを着用した陸軍大佐（ゲルハルト・シュミートフーバー）。
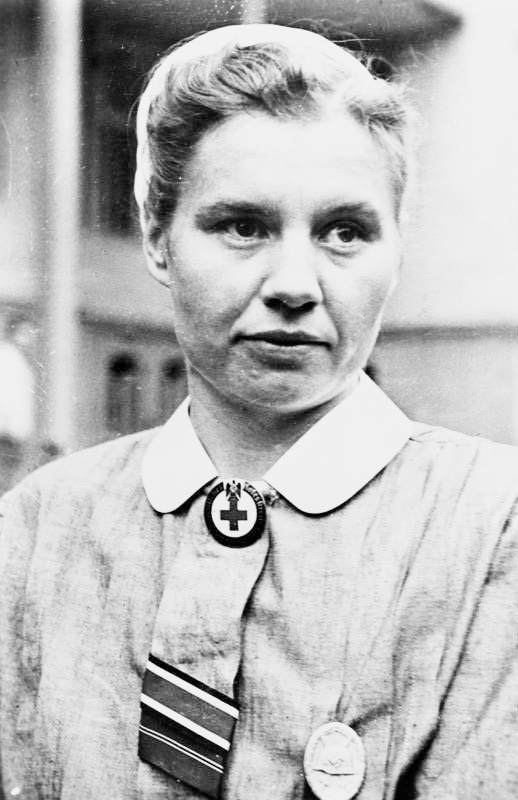
ドイツ赤十字社の従軍看護婦。ネクタイに二級鉄十字章と1941年/1942年東部戦線冬季戦記章のリボンを取り付けている。
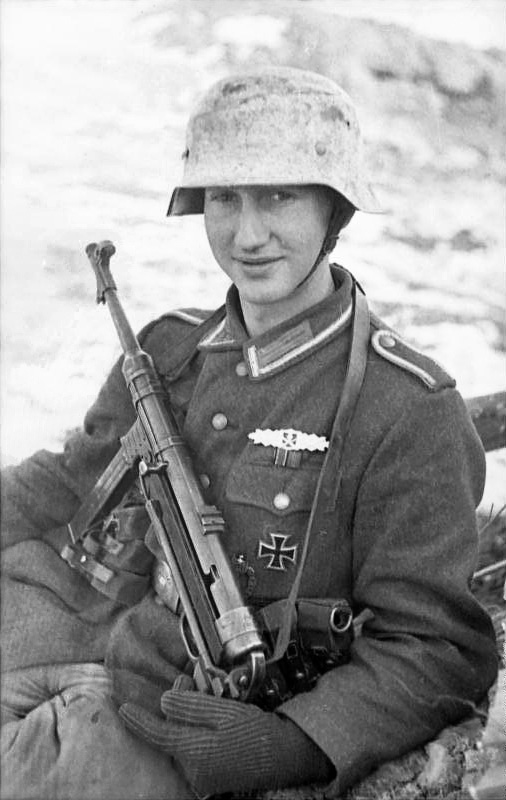
左胸ポケット上、白兵戦章の下に二級鉄十字章（向かって左）と1941年/1942年東部戦線冬季戦記章（右）の略綬を着用した陸軍伍長。
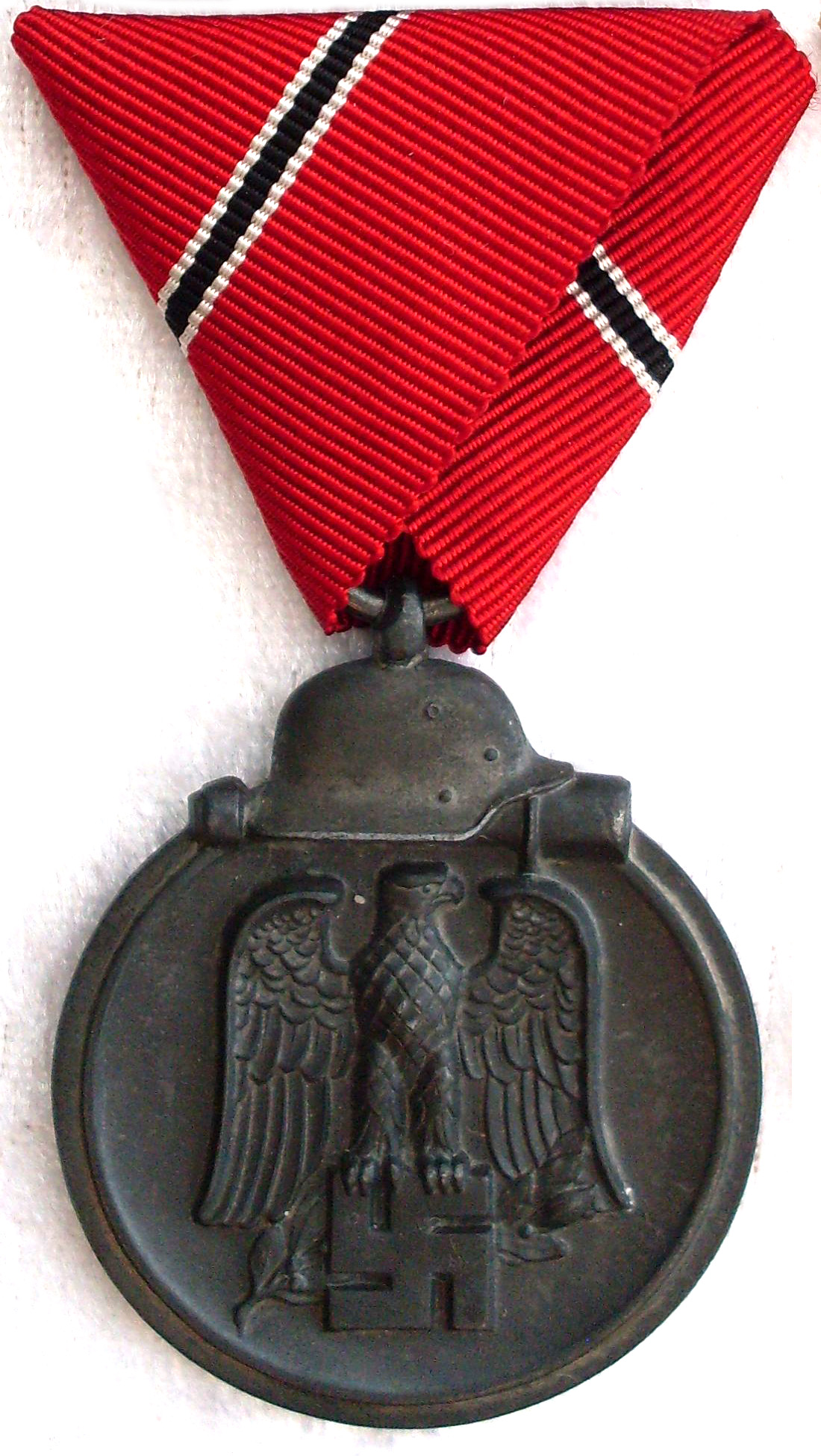
リボンを三角折りにした1941年/1942年東部戦線冬季戦記章。外国人へ授与されたものと考えられる。

## デザイン

### メダル

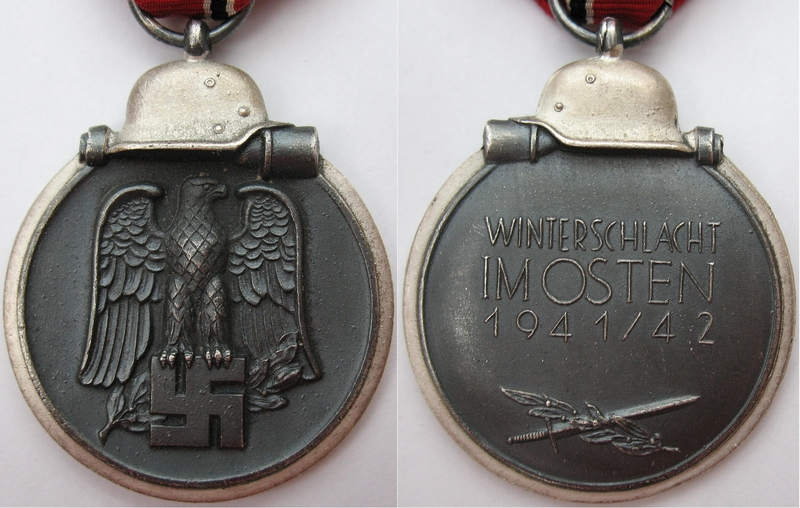
メダルの表（左）と裏（右）。

メダルのサイズはおよそ36 x 40 mmで黒染めされており、およそ1.5 - 2mm程度の縁のみ銀メッキで処理されている。図柄は深めに彫り込まれている。表の図柄は翼を折り畳み鉤十字を掴んだ鷲章で、背後に月桂樹の枝がある。また鷲章の頭上には、M35鉄帽と柄付手榴弾が配置されている。
裏面はやや外側に湾曲しており、中央には大文字でWINTERSCHLACHT / IM OSTEN / 1941/42 （東方における冬季戦、1941-1942年）と書かれ、中段はやや大きめの文字になっている。その下には交差した短剣と月桂樹の枝がある。

### リボン
リボンは赤地で、中央に3mm程度の白黒白の細い線が通っている。この3色はドイツの象徴でもあった帝国旗色（黒白赤）から取られたものである。
アイゼンシュタットに駐在するグレンツマルク＝ツァイトゥンク宣伝中隊(Propagandakompanie Grenzmark-Zeitung)に勤務した戦時報道隊員ヨアヒム・プレス(Joachim Preß)は、1942年9月25日付の雑誌『制服市場』(Uniformen Markt)上で1941年/1942年東部戦線冬季戦記章の話題を取り上げている。これによれば、リボンの鮮やかな赤色は「これまでの戦争の中で最も過酷な冬を克服した勇敢な者の卓越した生命力」を象徴するもので、これに克服された雪は細い白線として表現されている。また中央の黒線は雪（白線）の中で倒れた戦友への哀悼を象徴しており、彼らの記憶を常に思い起こさせる為に中央へ配置されたという。

## 俗称
リボンの色については、しばしば皮肉交じりに次のような解釈が語られた。
右も左も赤軍ばかり。その間を走るスモレンスクとモスクワを結ぶ補給路。それに雪。
Links und rechts die Rote Armee, dazwischen die Rollbahn Smolensk–Moskau und der Schnee.
ここから転じて、「補給路勲章」(Rollbahnorden)という俗称があったほか、多くの兵士が凍傷などに苦しめられた事から「冷凍肉メダル」(Gefrierfleischmedaille)や「アイスバイン勲章」(Eisbeinorden)といった俗称も生まれた。1943年にミュンヘン陸軍博物館のミラー中佐が調査した結果、1941年/1942年東部戦線冬季戦記章を指す俗称は32種類もあったという。それには上記のもののほか、「凍結メダル」ないし「霜のメダル」(Frost-Medaille)、「鉄帽をかぶった雪だるま」(Schneemann mit Stahlhelm)、「オーロラの思い出」(Nordlicht-Erinnerung)、「ツンドラ勲章」(Tundra-Orden)、「休暇の代わりのメダル」(Urlaubs-Ersatzmedaille)などがあった。リボンの色の解釈についても、「黒は夜、白は雪、そして両側から赤軍」(„Schwarz ist die Nacht, weiß ist der Schnee und von beiden Seiten die Rote Armee.“)といったものもあった。

## 授与総数
制定当初、授与対象となる戦線の範囲を定めた授与境界線(Verleihungsgrenze)は、ソ連邦領内のみとされていた。これはのちにウクライナ国境、オストラント国境、そして1940年時点のフィンランド＝ソ連邦国境以東を含む範囲まで拡大された。すなわち、予備戦力や支援部隊として後方に展開していたドイツ軍および同盟国軍は授与対象とならず、またエーリッヒ・フォン・マンシュタイン将軍の元でクリミア方面に展開していた部隊も授与対象から外れていた。記録上、授与境界線以東に従軍した将兵はドイツ国防軍だけでも4,733,990名とされるが、実際に授与対象となりうる戦闘に従事したのは国防軍以外も含めておよそ2,000,000名から2,500,000名程度とされる。戦死者も授与対象であり、1941年12月31日時点ではドイツ国防軍だけで200,000人の将兵が戦死していた。こうした数字から、最終的な授与総数は2,500,000名から3,000,000名程度になると推測されている。

## その他

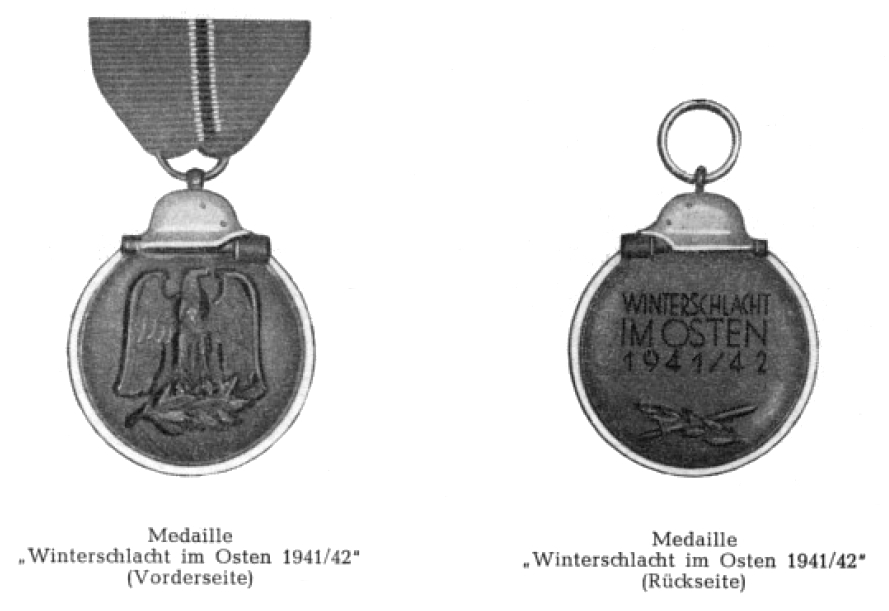
「57年版」のメダルの表（左）と裏（右）。

1957年7月26日に制定された称号・勲章・記章に関する法律(Gesetz über Titel, Orden und Ehrenzeichen)によれば、ナチス・ドイツの鉤十字さえ削り取ればドイツ連邦共和国においても佩用が認められるとされる。